# Championnats du monde juniors d'haltérophilie 1975
Navigation
1976
Les championnats du monde juniors d'haltérophilie 1975 ont lieu dans la ville française de Marseille entre le 5 et le 12 juillet 1975. Ils concernent la catégorie d'âge comprise entre 18 et 20 ans. 142 haltérophiles de 31 nations participent à ces championnats.

## Palmarès

### Moins de52kg
| Classement         | Haltérophile       | Arraché | Épaulé-jeté | Total |
| ------------------ | ------------------ | ------- | ----------- | ----- |
| Médaille d'or      | Vitali Danilchenko | 90      | 115         | 205   |
| Médaille d'argent  | Marek Seweryn      | 90      | 115         | 205   |
| Médaille de bronze | Ferenc Hornyak     | 87,5    | 115         | 202,5 |
| 4e                 | Hiroshi Kobayashi  | 90      | 110         | 200   |
| 5e                 | Valeri Reznikov    | 90      | 107,5       | 197,5 |

### Moins de56kg
| Classement         | Haltérophile       | Arraché | Épaulé-jeté | Total |
| ------------------ | ------------------ | ------- | ----------- | ----- |
| Médaille d'or      | Tadeusz Dembonczyk | 107,5   | 132,5       | 240   |
| Médaille d'argent  | Boris Tsepin       | 100     | 127,5       | 227,5 |
| Médaille de bronze | Frank Mavius       | 95      | 130         | 225   |
| 4e                 | Takeshi Maruyama   | 102,5   | 122,5       | 225   |
| 5e                 | Ladislav Kovacs    | 95      | 125         | 220   |

### Moins de60kg
| Classement         | Haltérophile       | Arraché | Épaulé-jeté | Total |
| ------------------ | ------------------ | ------- | ----------- | ----- |
| Médaille d'or      | Nasuf Memish       | 110     | 137,5       | 247,5 |
| Médaille d'argent  | Karel Siuda        | 105     | 140         | 245   |
| Médaille de bronze | Ion Buta           | 100     | 130         | 230   |
| 4e                 | Ali Rastegarrezei  | 105     | 122,5       | 227,5 |
| 5e                 | Masatoshi Yamamoto | 100     | 122,5       | 222,5 |

### Moins de67,5kg
| Classement         | Haltérophile    | Arraché | Épaulé-jeté | Total |
| ------------------ | --------------- | ------- | ----------- | ----- |
| Médaille d'or      | Rumen Taskov    | 125     | 162,5       | 287,5 |
| Médaille d'argent  | Gunther Ambrass | 122,5   | 160         | 282,5 |
| Médaille de bronze | Zakhari Todorov | 125     | 155         | 280   |
| 4e                 | Roberto Urrutia | 122,5   | 157,5       | 280   |
| 5e                 | Viktor Shuba    | 117,5   | 157,5       | 275   |

### Moins de75kg
| Classement         | Haltérophile    | Arraché | Épaulé-jeté | Total |
| ------------------ | --------------- | ------- | ----------- | ----- |
| Médaille d'or      | Yurik Vardanyan | 140     | 185         | 325   |
| Médaille d'argent  | Yordan Mitkov   | 142,5   | 177,5       | 320   |
| Médaille de bronze | Yordan Dilkov   | 135     | 165         | 300   |

### Moins de82,5kg
| Classement         | Haltérophile        | Arraché | Épaulé-jeté | Total |
| ------------------ | ------------------- | ------- | ----------- | ----- |
| Médaille d'or      | Khristo Belichovsky | 145     | 185         | 330   |
| Médaille d'argent  | Blagoi Blagoev      | 147,5   | 180         | 327,5 |
| Médaille de bronze | Alexander Zyuzin    | 140     | 172,5       | 312,5 |

### Moins de90kg
| Classement         | Haltérophile   | Arraché | Épaulé-jeté | Total |
| ------------------ | -------------- | ------- | ----------- | ----- |
| Médaille d'or      | Adam Saidulaev | 157,5   | 192,5       | 350   |
| Médaille d'argent  | Michael Hennig | 137,5   | 182,5       | 320   |
| Médaille de bronze | Sergei Chizhov | 140     | 170         | 310   |

### Moins de110kg
| Classement         | Haltérophile     | Arraché | Épaulé-jeté | Total |
| ------------------ | ---------------- | ------- | ----------- | ----- |
| Médaille d'or      | Valentin Hristov | 175     | 230         | 405   |
| Médaille d'argent  | Valeri Serdyukov | 155     | 192,5       | 347,5 |
| Médaille de bronze | Bogdan Drandarov | 145     | 195         | 340   |
| 4e                 | Manfred Funke    | 152,5   | 185         | 337,5 |
| 5e                 | Istvan Metzaros  | 147,5   | 175         | 322,5 |

### Plus de110kg
| Classement         | Haltérophile       | Arraché | Épaulé-jeté | Total |
| ------------------ | ------------------ | ------- | ----------- | ----- |
| Médaille d'or      | Robert Skolimowski | 160     | 195         | 355   |
| Médaille d'argent  | Joaquim Witzke     | 150     | 187,5       | 337,5 |
| Médaille de bronze | Jocelyn Legault    | 137,5   | 172,5       | 310   |

## Tableau des médailles
| # | Nation             | Médaille d'or, monde | Médaille d'argent, monde | Médaille de bronze, monde | Total |
| - | ------------------ | -------------------- | ------------------------ | ------------------------- | ----- |
| 1 | Bulgarie           | 4                    | 2                        | 3                         | 9     |
| 2 | Union soviétique   | 3                    | 2                        | 2                         | 7     |
| 3 | Pologne            | 2                    | 2                        | -                         | 4     |
| 4 | Allemagne de l'Est | -                    | 3                        | 1                         | 4     |
| 5 | Canada             | -                    | -                        | 1                         | 1     |
| 5 | Hongrie            | -                    | -                        | 1                         | 1     |
| 5 | Roumanie           | -                    | -                        | 1                         | 1     |